# Spookmuseum
Spookmuseum is een spookhuis gebouwd als darkride in het Nederlandse attractiepark Familiepark Drievliet.
Als transportmiddel worden voertuigen gebruikt waarin maximaal twee personen plaats kunnen nemen. Het voertuig voert langs verschillende scènes waar wordt geprobeerd bij bezoekers een schrikreactie uit te lokken. Het gebouw waarin het spookslot zich bevindt, is gethematiseerd naar een museum, zoals ook op de gevel van de attractie staat aangegeven. De wachtrij voor het spookslot is buiten. Alleen het station is overdekt.
In 2009 zijn een aantal scènes aangepast en in 2012 zijn bijna alle scènes heringericht in Egyptisch Thema. Ook enkele audio-effecten in en rondom het spookhuis zijn aangepast.

Afbeeldingen · Lijst van attracties